# Septoria leontodontis
Septoria leontodontis är en svampart som beskrevs av A.L. Sm. 1916. Septoria leontodontis ingår i släktet Septoria och familjen Mycosphaerellaceae.   Inga underarter finns listade i Catalogue of Life.